# Vincent Nemček
Vincent Nemček (* 19. srpna 1949) je bývalý slovenský fotbalista, obránce. Žije v Rajci.

## Fotbalová kariéra
V československé lize hrál za Jednotu Trenčín. Nastoupil v 52 ligových utkáních. Gól v lize nedal. V roce 1968 reprezentoval Československo v mládežnické kategorii, získal zlato na Mistrovství Evropy ve fotbale hráčů do 18 let 1968.

## Ligová bilance
| Ročník                                   | Zápasy | Góly | Minuty | Klub            |
| ---------------------------------------- | ------ | ---- | ------ | --------------- |
| 1. československá fotbalová liga 1971/72 | 25     | 0    | 2 192  | Jednota Trenčín |
| 2. československá fotbalová liga 1974/75 | -      | -    | -      | Jednota Trenčín |
| 1. československá fotbalová liga 1975/76 | 24     | 0    | 1 996  | Jednota Trenčín |
| 1. československá fotbalová liga 1976/77 | 3      | 0    | 149    | Jednota Trenčín |
| CELKEM 1. liga                           | 52     | 0    | 4 337  |                 |